# Кетовский сельсовет
Ке́товский сельсове́т — упразднённые административно-территориальная единица и муниципальное образование со статусом сельского поселения в составе Кетовского района Курганской области России. 
Административный центр — село Кетово.
15 марта 2022 года сельсовет был упразднён в связи с преобразованием муниципального района в муниципальный округ.

## История
В соответствии с Законом Курганской области от 6 июля 2004 года № 419 сельсовет наделён статусом сельского поселения.

## Население
| 1989  | 2002  | 2010  | 2012  | 2013  | 2014  | 2015  |
| ----- | ----- | ----- | ----- | ----- | ----- | ----- |
| 6666  | ↗7574 | ↗7767 | ↗7961 | ↗8159 | ↗8369 | ↗8711 |
| 2016  | 2017  | 2018  | 2019  | 2020  | 2021  |       |
| ↗8897 | ↗9260 | ↗9424 | ↗9489 | ↗9608 | ↘9044 |       |

## Состав сельского поселения
| № | Населённый пункт | Тип населённого пункта       | Население |
| - | ---------------- | ---------------------------- | --------- |
| 1 | Кетово           | село, административный центр | ↗8447     |
| 2 | Придорожный      | посёлок                      | ↗621      |